# Niviventer cameroni
Niviventer cameroni е вид бозайник от семейство Мишкови (Muridae). Видът е световно застрашен, със статут Уязвим.

## Разпространение
Разпространен е в Малайзия.